# All-Ireland Senior Football Championship 1947
L'All-Ireland Senior Football Championship del 1947 fu l'edizione numero 61 del principale torneo irlandese di calcio gaelico. Cavan si impose per la terza volta nella sua storia.

## All-Ireland Championship

### Connacht
| 20 luglio 1947 Finale | Roscommon | 2-12 – 1-8 | Sligo | Ballina |

### Leinster
| Dublino 20 luglio 1947 Finale | Meath | 3-7 – 1-7 | Laois | Croke Park |

### Munster
| 1947 Finale | Kerry | 3-8 – 2-6 | Cork |  |

### Ulster
| 20 luglio 1947 Finale | Cavan | 3-4 – 1-6 | Antrim | Clones (34.009 spett.) |

### All-Ireland Championship
| Dublino 3 agosto 1947 Semifinale | Cavan | 2-4 – 0-6 | Roscommon | Croke Park (60.075 spett.) |

| Dublino 10 agosto 1947 Semifinale | Kerry | 1-11 – 0-5 | Meath | Croke Park (65.939 spett.) |

| New York City 14 settembre 1947 Finale | Cavan | 2-11 – 2-7 | Kerry | Polo Grounds (34.491 spett.) |